# Стружкі (Великопольське воєводство)
Стружкі (пол. Stróżki) — село в Польщі, у гміні Вронки Шамотульського повіту Великопольського воєводства.
Населення — 430 осіб (2011).
У 1975-1998 роках село належало до Пільського воєводства.

## Демографія
Демографічна структура станом на 31 березня 2011 року:
|          | Загалом | Допрацездатний вік | Працездатний вік | Постпрацездатний вік |
| -------- | ------- | ------------------ | ---------------- | -------------------- |
| Чоловіки | 217     | 55                 | 149              | 13                   |
| Жінки    | 213     | 49                 | 130              | 34                   |
| Разом    | 430     | 104                | 279              | 47                   |